# MetaCyc
A base de dados MetaCyc contém vasta informação relativa às vias metabólicas e enzimas de diversos organismos. As vias metabólicas armazenadas são determinadas experimentalmente.
A MetaCyc oferece dados de referência para previsões computacionais das vias metabólicas dos organismos a partir dos seus genomas sequenciados, e tem sido usado na previsão de vias para milhares de organismos, nos quais se incluem aqueles na base de dados BioCyc.
A Metacyc contém ainda vasta informação relativa a enzimas individuais, descrevendo a sua estrutura subunitária, cofactores, activadores e inibidores, especificidade de substrato e, nalguns casos, as suas constantes cinéticas.